# Мартиновка (Сафакулевський округ)
Марти́новка (рос. Мартыновка) — село у складі Сафакулевського округу Курганської області, Росія.
У період 1924-1926 років село було центром Яланського району.
Населення — 430 осіб (2010, 629 у 2002).
Національний склад станом на 2002 рік:
- росіяни — 52 %
- башкири — 29 %